# Hubba Bubba
Hubba Bubba (рус. Ху́бба Бу́бба) — жевательная резинка, производимая американской компанией Mars под брендом Wrigley.

## История
Впервые бренд «Хубба Бубба» был представлен в 1979 году в США. Своё название жевательная резинка получила от фразы «Hubba Hubba», которую некоторые военнослужащие использовали во время Второй Мировой войны для выражения одобрения. Основной трюк, используемый для продвижения жевательной резинки, заключается в том, что, поскольку Hubba Bubba менее липкая, чем другие марки жевательной резинки, её легче отшелушить после того, как пузырь лопнет. Когда Hubba Bubba впервые появилась на рынке, вкус жевательной резинки (теперь часто называемый оригинальным) был похож на вкус других жевательных резинок, но со временем стали производиться другие вкусы Hubba Bubba.
До запуска производства Hubba Bubba упоминалась как «Stagecoach» во время разработки и раннего производства на ныне несуществующем заводе Wrigley в Санта-Круз, штат Калифорния. Самая ранняя серия телевизионных рекламных роликов для Hubba Bubba, которые транслировались в США, происходила в городе Дикий Запад и включала персонажа, известного как Гамфайтер (англ. Gumfighter), которого сыграл актёр Дон Коллиер. В конце каждого рекламного ролика Gum Fighter заявлял: «Большие пузыри, никаких проблем» (англ. «Big bubbles, no troubles»), после чего следовала шутливая реакция ветерана вестернов Даба Тейлора. Это была отсылка на то, Hubba Bubba менее липкая, чем жевательные резинки других брендов.
Оригинальный вкус жевательной резинки был снят с производства в течение многих лет в Соединённом Королевстве, и выпускались вкусы яблока, клубники и колы. По состоянию на июнь 2012 года, в Великобритании Hubba Bubba продавалась со следующими вкусами: клубничный, оригинальный и яблочный (в апреле 2012 года оригинальный вкус был возвращён, а на упаковках было написано «более коренастый и игристый» (англ. «chunkier and bubblier»)). В Австралии Hubba Bubba продаётся со вкусами вишни, колы, персика, клубники, лайма, ананаса, яблока, апельсина, винограда и арбуза. На момент 2004 года в Хорватии Hubba Bubba продавалась со вкусами лайма, ягод, вишни и фруктов. В Германии Hubba Bubba продаётся со вкусами клубники, винограда, апельсина и синей малины. Другие вкусы, которые на протяжении многих лет можно увидеть в разных странах — лимон, крем-сода, тропики, солёная лакрица и шоколадная клубника.
Продукт Hubba Bubba, продаваемый в США, включает в себя биоинженерные (генетически модифицированные или «ГМО») ингредиенты, и компания маркирует их как таковые, не указывая, какие именно ингредиенты являются неназванными ГМО.
Сначала жевательная резинка Hubba Bubba продавалась только в частях, обычно продавалась пакетами по 5 штук. В последнее время продукт начал выпускаться в разных видах.
Жевательные резинки Hubba Bubba были сняты с производства в США в начале 1990-х годов, затем в 2004 году бренд был возвращён. В США рекламные ролики в Aardman анимируются в том же стиле, что и в фильме «Уоллес и Громит», в рекламе Chevron и в фильме «Побег из курятника». В Канаде рекламные ролики анимируются в рисованной 2D-анимации от Chuck Gammage Animation и используют дуэт мультяшных персонажей по имени Хубба (фиолетовый) и Бубба (розовый). Также бренд использовался в заключительных титрах популярного игрового шоу Uh Oh! на канале YTV.
По состоянию на 2012 год Hubba Bubba продаётся в США с оригинальным вкусом под названием «Outrageous Original». Другие вкусы: «Клубничный арбуз» (англ. «Strawberry Watermelon»), «Прохладная кола» (англ. «Cool Cola»), «Сладкая и дерзкая вишня» (англ. «Sweet & Sassy Cherry») и «Таинственный вкус» (англ. «Mystery Flavor»). В 2010 году Hubba Bubba представила Mystery Max и Mystery Tape.

## В России
В России жевательные резинки Hubba Bubba продавались с 1990-х по 2018 год. По состоянию на 2024 год, планируется возобновить продажи Hubba Bubba в России.